# 限界凸起 モエロクリスタル
『限界凸起 モエロクリスタル』（げんかいとっき モエロクリスタル）は、コンパイルハートより2015年9月25日に発売されたPlayStation Vita用ゲームソフト。2019年9月5日には、追加コンテンツを全て収録したNintendo Switch用ソフト『限界凸起 モエロクリスタル H』（― ハイパー）が発売。

## 概要
『限界凸騎 モンスターモンピース』『限界凸記 モエロクロニクル』のコンセプトを継承した作品。
ジャンルは『モエロクロニクル』と同じくダンジョン探索型RPGであるが世界観は一新されており、メインキャラクター陣もマスコットのオットンを除いて全て新規キャラクターとなっている。特徴の一つであるセクシャル要素や下ネタは前2作以上に過激かつ露骨なものとなっている。
2016年にはアジア圏向けに英語/中国版の発売を予定している。

## ストーリー
世界は「常闇のブラ」と「光明のパンツ」という二つの不思議な宝物によってバランスが保たれていたが、ある日常闇のブラが怪盗ブラックオットニアスによって盗まれたことにより、そのバランスは崩れ、天には「次元のワレメ」が現れ、世界はそのワレメに吸い込まれようとしていた。
パンツを盗もうとして捕まった生物・オットンは、ブラが盗まれた際に居合わせていた少年・ゼノクスと、二つの宝物を祀っていた大神殿の衛士であるモンスター娘・ルアンナと一緒に光明のパンツを託され、常闇のブラの奪還に挑んだ。

## ゲームシステム

### ダンジョン・クリスタル関連
親密になったモン娘を、「ドキドキ★STG」というシューティングゲーム形式のミニゲームで撃破すると身体にある凸起「クリスタル」が現れ、そこを通じてモン娘の心の中にあるダンジョン「深層領域」へ突入することができる。
ダンジョンには秘湯があり、そこにいるパンツの妖精からパンツを入手することができるほか、店を構えるヘンテコモンスターからアイテムを購入することもできる。
ダンジョンには「ワレメスポット」というワープエリアがあり、ワープ先である一億階にいるヘンテコモンスターは、全て強化体（ブラック）である。
ダンジョンをクリアすると、スキルクリスタルかセパレートクリスタルかハートクリスタルのいずれかを手に入れることができ、どれが手に入るかはモン娘によって異なる。
スキルクリスタルを手に入れると、ダンジョンの主であるモン娘の隠しスキルを発動させることができる。
セパレートクリスタルを手に入れると、装備である下着がセパレート扱いとなり、パンツとブラの組み合わせに制限がなくなる。
ハートクリスタルを手に入れると、親密度が高く上昇する「プロミスハート」の器も手に入れることができ、そのダンジョンの主であるモン娘との個別エンディングを迎えることができる。

### スクラッチ
本作では胸キュン♥スクラッチの種類が増えており、宿屋でモン娘とスキンシップを図る「シングルスクラッチ」のほかにも、戦闘後にモン娘を仲間にするための「バトルスクラッチ」、二人のモン娘を同時にこする「ダブルスクラッチ」、タイムアタックモード「100人斬りスクラッチ」が追加された。このうち「ダブルスクラッチ」はある条件を満たすと解放される仕組みになっており、「100人斬りスクラッチ」は本編クリアすると解放される。
「100人斬りスクラッチ」は次々と現れるモン娘たちを100人目になるまでスクラッチする内容になっている。基本的なシステムは本編中のスクラッチと同様だが、ゲージが70%以上の際に裸♥フラッシュが発動すると、次のモン娘が前のモン娘を尻で跳ね飛ばす形で乱入し、強制コンボが発動する仕組みとなっている。強制コンボが発動すると、興奮ボーナスとしてゲージがある程度残った状態で次のモン娘のスクラッチを行うことができる。
なお、プレイヤーへの配慮として、いつでも中断・再開できるようになっている。

## 登場人物
ゼノクス
声 - 白井悠介
本作の主人公である赤毛の少年。異性に対する耐性がない一方、破廉恥な出来事に遭遇しやすい体質でもある。
ルアンナ
声 - 上田麗奈
大神殿の衛士を務めるペガサスのモン娘。常闇のブラの窃盗犯逮捕に余念がない。真面目な性格で、色恋沙汰には厳しい目で見ている。
オットン
声 - 杉田智和
ピンク色のオットセイのような姿をしたヘンテコモンスター。「パンティハンター」を自称するほどのパンティマニアで、その情熱が暴走した結果、光明のパンツを盗もうとして捕まった。その際、光明のパンツをかぶったところ、光明のパンツの不思議な力が発動したことから、常闇のブラ窃盗犯の捕縛に協力することにした。
ルルシィ
声 - 西明日香
大神殿の巫女であるアルミラージのモン娘で、ゼノクスらに常闇のブラの窃盗犯捕縛を依頼した人物。女神を自らの身体におろして神託を告げる役割を持つ。
ブラックオットニアス
声 - 中村悠一
オットンと似た姿をした泥棒。「ブラのドレイ」を自称し、世界中のブラジャーを我が物にすべく、常闇のブラを大神殿から盗んだ。
頭にかぶった常闇のブラでモン娘たちを闇堕ちさせながら逃亡を続けている。
ヨーコ
声 - 大久保瑠美
ある目的の為に、ゼノクスらを妨害する妖狐のモン娘。
ナーヴァ
声 - 内田彩
第一地域のリーダーを務める天邪鬼のモン娘。闇堕ちにより楽しそうな人々に憎しみを抱いている。
パパイン
声 - 井澤詩織
第二地域のリーダーを務めるキキーモラのモン娘。金儲けと楽しいことが好きで、もともとは健全な娯楽施設を運営していたが、闇堕ちにより拝金主義者と化している。
マンジ
声 - 柚木涼香
第三地域のリーダーを務める酒呑童子のモン娘で、妹であるツブテと共同で第三地域の自治にあたっていた。ツブテに幽閉されたとたんに闇堕ちした結果、彼女への愛が暴走してしまった。
ツブテ
声 - 本多真梨子
第三地域のリーダーを務める酒呑童子のモン娘で、姉のマンジと共同で第三地域の自治にあたっていた。闇堕ちの結果、姉に嫌われているのではないかと言う不安から彼女を幽閉してしまった。
メロリィ
声 - 後藤邑子
音楽の都である第四地域のリーダーを務めるアルプのモン娘。闇堕ちにより自らの歌以外の音楽を禁じるが、彼女自身は音痴に苦しんでいる。
ネフェリア
声 - 小野涼子
第五地域のリーダーを務めるスケルトンのモン娘。寝ることが好きで、睡眠の邪魔をされると機嫌を少し損ねる。普段は感情をあまり表に出さないが、闇堕ちにより日頃の鬱憤が噴出して、機嫌が悪くなっている。
モンモ
声 - 加藤英美里
第六地域のリーダーを務めるバフォメットのモン娘。もともとは孤児だったが、努力の末現在の地位に就いた経緯をもつ。
地域のイメージに合わせるため上品な人物を演じてきたが、闇堕ちにより卑屈な人物になってしまった。

## トラブル

### 不具合
発売直後からモン娘のパンツが表示されないというバグの存在がネット上で話題となり、コンパイルハートは2015年9月28日の15時50分にアップデートを行い、バグを解消した。

## 関連CD
Machico『Ambitious*』
thread a needle（オープニングテーマ）、一緒に帰ろう（エンディングテーマ）収録
2016年7月27日発売、Mastard Records